# 羅斯維爾 (馬里蘭州)
羅斯維爾（英語：Rossville）是位於美國馬里蘭州巴爾的摩縣的一個普查規定居民點。

## 人口
根據2020年美國人口普查的數據，羅斯維爾的面積為13.99平方千米，當中陸地面積為13.93平方千米，而水域面積為0.06平方千米。當地共有人口16029人，而人口密度為每平方千米1,145.75人。